# Michael Dudok de Wit

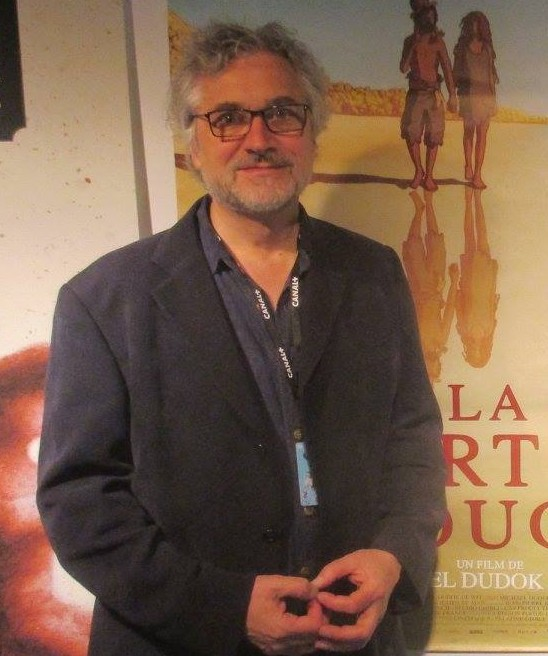
Michael Dudok de Wit

Michael Dudok de Wit (* 1953 in Abcoude, Niederlande) ist ein niederländischer Trickfilmregisseur und Animator.

## Biografie
Inspiriert durch osteuropäische Trickfilme, studierte er Animation am West Surrey College of Art in England. Das Studium schloss er 1978 mit dem Film The Interview ab. Anschließend arbeitete er für ein Jahr in Barcelona und zog dann nach London, wo er preisgekrönte Werbetrickfilme kreierte.
Mit Tom Sweep realisierte er 1992 in Frankreich einen dreiminütigen Animationsfilm, dem 1994 der Film Der Mönch und der Fisch (Le moine et le poisson) folgte, den er im Produktionsstudio Folimage produzierte. Dieses Werk, das über einen wie besessen einen Fisch jagenden buddhistischen Mönch handelt, wurde zu seinem Durchbruch; er gewann mehrere Auszeichnungen, darunter ein César und eine Nominierung für den Oscar als „bester animierter Kurzfilm“, und wurde in der folgenden Zeit auf die weltweit wichtigsten Animationsfestivals eingeladen.
Noch mehr Auszeichnungen brachte ihm sein nächster Film Vater und Tochter (2000) ein. Dieser erzählt von einem Mädchen, das sich von seinem zur See fahrenden Vater verabschiedet und bis zu ihrem Lebensende auf seine Rückkehr wartet. Der Film erhielt 2002 den SWR-Publikumspreis beim Trickfilmfestival Stuttgart und wurde unter anderem 2001 mit einem Oscar und mit der Cristal d’Annecy prämiert.
Nebenbei war der in London lebende Dudok de Wit immer wieder für The Walt Disney Company tätig, wo er an den Filmen Die Schöne und das Biest, Fantasia 2000 und Mickey's Audition als Animator mitarbeitete. Er hat außerdem mehrere Kinderbücher illustriert (unter anderem Oskar und Huu) und gibt Vorlesungen über Animation an verschiedenen Hochschulen. Um seinen Lebensunterhalt zu sichern, produziert er auch weiterhin Werbefilme.
Für Die rote Schildkröte aus dem Jahr 2016 wurde er 2017 gemeinsam mit Toshio Suzuki für den Oscar in der Kategorie Bester animierter Spielfilm nominiert.

## Stil
Dudok de Wit dreht seine Filme in traditioneller Zeichentricktechnik. Seine minimalistischen Hintergründe, oft weite Landschaften, malt er meistens mit Aquarellfarben und Kohle, während er seine Figuren am PC digital koloriert. Durch seine Farbgebung erzeugt er „nostalgische Töne.“ Seinen Experimentalfilm The Aroma of Tea (2006) malte er mithilfe von Tee. Er selbst meint über seinen Stil: „Bei meinen Zeichnungen achte ich sehr stark auf Atmosphäre, Licht und Schatten, und den Raum. Der häufige Einsatz von Schatten ist zu meiner optischen Lieblingstechnik geworden.“
Seine Filme kommen ohne Dialoge aus und behandeln verschiedene Themen. Während Le moine et le poisson humoristisch ist, erzählt Vater und Tochter von einem persönlichen Schicksal, das den Zuschauer emotional ansprechen soll.

## Filmografie
- 1978: The Interview
- 1992: Tom Sweep
- 1994: Der Mönch und der Fisch (Le moine et le poisson)
- 2000: Vater und Tochter (Father and Daughter)
- 2006: The Aroma of Tea
- 2016: Die rote Schildkröte (La Tortue rouge)